# Meni Levi
Meni Levi – citato anche come Menni – (6 agosto 1980) è un ex calciatore israeliano, di ruolo difensore.

## Biografia
A seguito del collasso avuto in campo nel 2002, per tre anni il giocatore è stato ricoverato in ospedale, quindi tornò dalla famiglia in stato vegetativo, senza comunque risvegliarsi mai dal coma. La National Insurance Institute ha risarcito con 5,5 milioni di nuovi sicli la famiglia di Levi, ricevendo altri 5,3 milioni derivanti dall'aver intentato causa contro l'amministrazione della società sportiva, la federazione calcistica e i medici che hanno ritenuto Levi idoneo per l'attività agonistica.
Il suo numero di maglia 12 al Maccabi Tel Aviv è stato ritirato.

## Caratteristiche tecniche
Nelle giovanili giocava come attaccante e centrocampista offensivo. In seguito divenne un terzino destro.

## Carriera

### Club
Nella stagione 1999-2000 esordisce con il Maccabi Tel Aviv nella 18ª giornata di campionato contro l'Hapoel Haifa, disputando quell'annata altre 4 partite.
Nel 2000-2001 ha giocato 38 partite in tutte le competizioni, segnando 2 gol e vincendo la Coppa di Israele.
Nella stagione 2001-2002 ha giocato 5 partite in Coppa UEFA.
Il 26 gennaio 2002 ebbe un doppio collasso durante la partita contro il Beitar Gerusalemme, il secondo del quale gli ha fatto perdere conoscenza causandogli una paralisi; l'incontro fu sospeso.

### Nazionale
Con la Nazionale Under-21 ha disputato 2 partite, di cui una – quella vinta per 2-1 sulla Bosnia Herzegovina – valevole per le qualificazioni agli Europei Under-21.

## Palmarès
- Coppa d'Israele: 1

Maccabi Tel Aviv: 2000-2001